# The Rev
 (juin 2016).
Si vous disposez d'ouvrages ou d'articles de référence ou si vous connaissez des sites web de qualité traitant du thème abordé ici, merci de compléter l'article en donnant les références utiles à sa vérifiabilité et en les liant à la section « Notes et références ».
Pour les articles homonymes, voir Sullivan et James Sullivan (homonymie).
James Owen "Jimmy" Sullivan (aussi appelé Jimmy Sullivan) (9 février 1981 - 28 décembre 2009), plus connu sous le pseudonyme de The Reverend Tholomew Plague, abrégé en The Rev, était le batteur de la formation heavy metal américaine Avenged Sevenfold.
Il était reconnu pour ses breaks extrêmement rapides. The Rev faisait également partie de deux autres groupes, en tant que chanteur de Pinkly Smooth, qu'il forma avec Synyster Gates, le guitariste soliste d'A7X et Suburban Legends, groupe dont il était le batteur.
Reconnu par ses pairs comme l'un des meilleurs batteurs de sa génération, The Rev était un musicien complet, puisqu'il jouait également du piano (comme il le démontre sur Unbound (The Wild Ride)) et de la guitare. Il assurait également les backing vocals en voix claire, aussi bien en studio que lors des concerts et a composé une grande majorité des titres de l'album Avenged Sevenfold du groupe éponyme, notamment A Little Piece Of Heaven.
En décembre 2011, le fabricant de guitares électriques Schecter a produit un modèle édition spéciale en hommage à The Rev, en collaboration avec sa famille et celle de Brian Harner Jr..
Les parents de Synyster Gates, Suzy et Brian Harner, ont écrit à ce sujet sur leur page Facebook que chacun des membres d'Avenged Sevenfold en avait reçu un exemplaire différent et qu'aucun plan quant à sa commercialisation n'était à prévoir.

## Biographie
Jimmy a grandi et vécu à Huntington Beach, Californie. Il a obtenu sa première paire de baguettes à l'âge de quatre ans et a reçu sa propre batterie fixe à l'âge de onze ans. Au lycée, il a commencé à jouer dans des groupes. Avant de quitter pour rejoindre Avenged Sevenfold comme l'un des membres fondateurs du groupe, Sullivan était le batteur du groupe de ska de troisième vague; Suburban Legends. À l'âge de dix-huit ans, il enregistre son premier album avec Avenged Sevenfold intitulé Sounding the Seventh Trumpet. Ses premières influences comprenaient Frank Zappa et King Crimson. The Rev a déclaré dans une interview dans le magazine Modern Drummers : « J'ai grandi sur ça, autant rock que metal. »
Plus tard, il a été influencé par les batteurs suivants : Vinnie Paul, Mike Portnoy, Dave Lombardo, Lars Ulrich et Terry Bozzio. La signature de Sullivan qu'il appelle "the double-ride thing, just for lack of a better definition, because no one does it." en français : "La truc de la double-ride, faute d'une meilleure définition, parce que personne d'autre ne le fait." est une technique qui peut être entendue sur les titres tels que Almost Easy, Critical Acclaim, Crossroads et Dancing Dead dans lequel Sullivan joue le même rythme que la double grosse-caisse avec deux cymbales rides placées de chaque côté de son kit.
The Rev était aussi un chanteur, auteur-compositeur et pianiste dans Avenged Sevenfold. Son jeu de piano peut être entendu sur les morceaux « Warmness on the Soul », « Seize the day », « A Little Piece Of Heaven », « Fiction » et « Save Me ». Son chant est en vedette dans Pinkly Smooth et apparait dans Avenged Sevenfold sur les titres « A little Piece of Heaven », « Brompton Cocktail », « Critical Acclaim », « Crossroads », « Gunslinger », « Lost », « Scream », « Afterlife », « Eternal Rest» et « Fiction ». Il a également écrit les chansons « Almost Easy », « A Little Piece of Heaven », « Afterlife », « Brompton Cocktail », « Welcome to the Family », « Save Me » et « Fiction ». Il a également contribué à la réalisation de « Critical Acclaim ».
En 2010, à la deuxième édition des Revolver Golden Gods Awards, The Rev a remporté le prix du meilleur batteur. Les membres de sa famille et d'Avenged Sevenfold ont reçu l'honneur en son nom.

## Décès
Le corps de Sullivan a été trouvé sans vie à son domicile le 28 décembre 2009 à l'âge de 28 ans. Son décès a été signalé comme dû à des causes naturelles. Cependant, les résultats de l'autopsie réalisée le 30 décembre 2009 n'étaient pas concluants. Le 9 juin 2010, la cause du décès s'est révélée être une intoxication multiple aiguë de drogue en raison des effets combinés d'oxycodone, oxymorphone, nordazépam et d'alcool. Une cardiomégalie (hypertrophie du cœur) a été signalée comme une « condition importante » qui peut avoir joué un rôle dans la mort.
Le 5 janvier 2010, un enterrement privé a eu lieu pour Sullivan et le lendemain, il fut enterré à Huntington Beach, Orange County en Californie aux États-Unis.
Le groupe Avenged Sevenfold a dédié son cinquième album, Nightmare, à Jimmy.
Deux chansons lui sont dédiées : So Far Away, sur l'album Nightmare et St.James, sur l'album Hail to the King.
De plus, le clip de la chanson Nightmare est fortement inspiré du film "L'Échelle de Jacob" d'Adrian Lyne, film préféré de James Owen Sullivan.

## Matériel
- Dw drums custom snakeskin wrap and black hardware: 8"x5" tom (Ne les utilisait pas en tournée), 8"x7" tom, 10"x8" tom, 12"x9" tom, 14"x11" tom, 16"x14" tom, 18"x16" tom, 22"x18" bassdrum (x3) et un snare with chrome hardware de 14"x5 ainsi qu'un  DW bronze metal snare drum series with black hardware de 14"x6,5". Jimmy utilisait différents DW rack parts incluant DW Super Main Rack, DW Side Rack, plusieurs pinces et boom stands pour microphones et cymbales.
- DW Pedals:

DW 9000 PC Single Pedal(x2: The Rev utilisait seulement deux pédales simples puisque le troisième bassdrum n'était là que pour l’esthétique.
The Rev utilisait aussi un Black Roc-N-Soc Nitro Drum Throne.
- Sabian cymbals: 14" AAX-Celerator Hi-hats, 18" Sabian Signature Jojo Mayer Fierce Crash, 19" Paragon China, 18" AA Metal Crash, 22" AAX Metal Ride (x2), 19"AAXtreme Chinese, 10" AAX Splash, 10" Chopper Effects Cymbal, 11" Signature Max Splash and a 10" HH China Kang.

The Rev a utilisé en studio, pour l'enregistrement de l'album Avenged Sevenfold, des cymbales Zildjian : il a utilisé une 18" Oriental Classic China à la place d'une Paragon, Deux 21" Zildjian Z-Custom Mega Bell Rides à la place de AAX Metal Rides et une A-Custom Projection Crash à la place de AAX Metal Crashes.
- Drum Sticks:

Pro-Mark TX5BW Signature Model(5B) and Easton Ahead 5B pour enregistrer l'album Avenged Sevenfold
- Evans Heads:

Batter/Resonant
Tom:Evans G2/Evans G1
Snare: Evans Power Center Reverse Dot/ Evans Hazy 300 snare side
Bass drum:Evans EMAD/Evans Resonant Black (Excepté pour le troisième bass drum qui est un DW 22" Clear/Coated batter head parce qu'il vient avec un kit et qu'il n'était essentiellement que pour l'esthétique.)

## Anecdotes
- Ses groupes favoris étaient Metallica,  Rancid,  Transplants et Slayer.
- Ses influences étaient Vinnie Paul (Pantera), Mike Portnoy (Dream Theater) qui a d'ailleurs joué derrière les futs avec le groupe "à sa place" en 2010, ainsi que Dave Lombardo et Paul Bostaph (tous deux de Slayer).
- Il aurait été arrêté au moins 10 fois par la police pour des incidents tels que des bagarres dans des bars ou encore avoir tué un pigeon à Amsterdam[8].
- En tant que batteur il était endorsé par DW, Evans, Pro-Mark et Sabian.
- The Rev allait dans une école catholique dans laquelle il se lia d'amitié avec Matthew Sanders, Puis les deux furent renvoyés.
- Jamie Oliver de Lostprophets déclara sur Twitter que Jimmy était un de ses meilleurs amis. Le groupe comptait l'engager pour enregistrer leur troisième album Liberation Transmission. Jimmy était effectivement une option envisagée par les Gallois après leur premier choix Travis Barker. Josh Freese aidera finalement Lostprophets.
- Il a été nommé au Golden Revolver God en 2010 & sa famille a remporté le prix du "Best Drummer" en sa mémoire.

Quand il était jeune, Jimmy a vécu un temps dans le garage de son meilleur ami : Brian Haner Jr[réf. nécessaire]